# Crompojkarna
Crompojkarna var ett svenskt postpunkband från Sundsvall aktiva 1985-1992 som bildades av Mats Hammerman och Anders Olsson som tidigare huserat i Vacum. Crompojkarna gjorde ett hundratal spelningar runt om i Sverige samt gjorde även fyra spelningar i Sovjetunionen. P3 gjorde två liveinspelningar med bandet, en 1987 och en 1992. De spelade på Hultsfredsfestivalen 1988 och på Gatufesten i Sundsvall 1992 som blev bandets sista spelning. Bandet återförenades för skivbolaget Massproduktions 30-årsjubileum 2009 och för releasen av samlings-CD:n 1985-1992 i maj 2013 som förutom bandets samlade inspelningar även innehöll fem nyinspelade låtar. Bandet spelade även på rockklubben Pipelines 40-årsjubileum i september 2013. Under 2019 spelade de på Massproduktions 40-årsjubileum och spelade in en ny låt - Tunn is - med Erik Barthold på trummor.

## Medlemmar
- Mats Hammerman - sång
- Anders Olsson - bas
- Lars Forslund - trummor
- Helene Hillborg - gitarr, sång (1986-1991)
- Peter Kjällman -gitarr, sång (1985-1989)
- Daniel Höglund - gitarr, sång (1989-1992)
- Lars Krantz - gitarr, sång (1991-1992)

## Diskografi

### Album
- 1992 Crompojkarna (Massproduktion, Mass LP/CD-51)
- 2013 Crompojkarna 1985-1992 (Massproduktion, Mass CD-122, dubbel-CD)

### Singlar och EP'n
- 1987 Hon bor i väggarna (Mass Z-33)
- 1989 Kejsarens nya kläder (Mass Z-40)
- 1991 Ta mig långt (Mass Z-46)
- 1992 Ut ur ditt blod (Mass CDS-50)
- 1992 Ta mig långt - Statikk Remix (Mass M-52)
- 2019 Tunn is (Mass CDS-190)

### Samlingar
- 1989 The Swedish Stand - medverkar med en låt (Sinderella)
- 2019 Massproduktion 40 år - medverkar med en låt (Mass CD-190)